# Auto ptr
auto_ptr – szablon klasy sprytnego wskaźnika dostępny w bibliotece standardowej C++ (zadeklarowany w nagłówku <memory>) udostępniający podstawową funkcjonalność RAII dla zwykłych surowych wskaźników.
Wzorzec klasy auto_ptr opisuje obiekt przechowujący wskaźnik do zaalokowanego obiektu typu Typ*, dbając o to żeby obiekt na który ten wskaźnik wskazuje został automatycznie zniszczony wraz ze zniszczeniem wskaźnika − czyli zazwyczaj po opuszczeniu zasięgu.
W większości sytuacji preferowany zamiast auto_ptr jest wzorzec shared ptr proponowany w Technical Report 1 i dostępny w bibliotece Boost, a także zgodnie ze standardem C++0x - w bibliotece standardowej C++. Wersja robocza standardu C++0x, z sierpnia 2010, odradza korzystanie z auto_ptr, zalecając zastępowanie go nowym w bibliotece standardowej szablonem unique ptr. auto ptr został usunięty w standardzie C++17.

## Deklaracja
Klasa auto_ptr jest deklarowana w standardzie ISO/IEC 14882, sekcja 20.4.5 jako:
```
 
namespace
 
std
 
{

 

     
template
 
<
class
 
Y
>
 
struct
 
auto_ptr_ref
 
{};

 

     
template
<
class
 
X
>

     
class
 
auto_ptr
 
{

     
public
:

         
typedef
 
X
 
element_type
;

 

         
// 20.4.5.1 construct/copy/destroy:

         
explicit
           
auto_ptr
(
X
*
 
p
 
=
0
)
 
throw
();

                            
auto_ptr
(
auto_ptr
&
)
 
throw
();

         
template
<
class
 
Y
>
  
auto_ptr
(
auto_ptr
<
Y
>&
)
 
throw
();

 

         
auto_ptr
&
                      
operator
=
(
auto_ptr
&
)
 
throw
();

         
template
<
class
 
Y
>
 
auto_ptr
&
    
operator
=
(
auto_ptr
<
Y
>&
)
 
throw
();

         
auto_ptr
&
                      
operator
=
(
auto_ptr_ref
<
X
>
 
r
)
 
throw
();

 

         
~
auto_ptr
()
 
throw
();

 

         
// 20.4.5.2 members:

         
X
&
     
operator
*
()
 
const
 
throw
();

         
X
*
     
operator
->
()
 
const
 
throw
();

         
X
*
     
get
()
 
const
 
throw
();

         
X
*
     
release
()
 
throw
();

         
void
   
reset
(
X
*
 
p
 
=
0
)
 
throw
();

 

         
// 20.4.5.3 conversions:

                                    
auto_ptr
(
auto_ptr_ref
<
X
>
)
 
throw
();

         
template
<
class
 
Y
>
 
operator
 
auto_ptr_ref
<
Y
>
()
 
throw
();

         
template
<
class
 
Y
>
 
operator
 
auto_ptr
<
Y
>
()
 
throw
();

     
};

 

 
}

```

## Semantyka
Klasa auto_ptr ma semantykę ścisłej własności co oznacza, że instancja auto_ptr jest jedynym właścicielem obiektu, na który ona wskazuje. Przy kopiowaniu auto_ptr, źródłowa instancja ustawia się na wartość null. Przykład:
```
       int *i = new int;
       auto_ptr<int> x(i);
       auto_ptr<int> y;

       y = x;

       cout << x.get() << endl;
       cout << y.get() << endl;

```

Ten kod wypisze dla pierwszego obiektu auto_ptr adres NULL i inny adres dla drugiego, pokazując, że obiekt źródłowy utracił referencje podczas przypisania (=). Nie powinno się wykonywać operacji delete na źródłowym wskaźniku i, bo zostanie on usunięty przez drugi auto_ptr.
Trzeba zauważyć, że obiekt wskazywany przez auto_ptr jest usuwany przez operator delete; oznacza to że auto_ptr można używać tylko dla wskaźników uzyskanych przez operator new. Wyłącza to wskaźniki zwracane przez malloc/calloc/realloc i operator new[].